# ال دورادو (فیلم ۲۰۱۲)
«ال دورادو» (انگلیسی: Eldorado (2012 film)) فیلمی در ژانر موزیکال و کمدی ترسناک است که در سال ۲۰۱۲ منتشر شد.

## بازیگران
- داریل هاناه
- دیوید کارادین
- مایکل مدسن
- استیو گوتنبرگ
- بریگیته نیلسن
- جفری‌دیوید فاهی
- بیل مسلی
- سیلوستر مک‌کوی
- ریک مایال